# Lodares (Boñar)
Lodares fue una localidad española perteneciente al municipio de Boñar, en la provincia de León, comunidad autónoma de Castilla y León. Desapareció bajo las aguas del embalse del Porma en 1968 además de los pueblos Armada, Campillo, Quintanilla y Ferreras, que quedaron totalmente inundados y Utrero y Camposolillo, expropiados pero no sumergidos.

## Geografía física
Rodeaban el lugar el monte de Peñaruelo que era un cerro peñasco situado al sur. El monte de la Peña, cubierto de roble.

### Ubicación
Estaba situado en un valle sombrío rodeado de terreno montuoso. El clima era frío pero sano. Limitaba al norte con Armada y Orones, al este con Reyero, al sur y oeste con Vegamián.

### Hidrografía
Había una laguna cerca del pueblo que servía de abrevadero y una fuente pública de buenas aguas potables. Pasaba por Lodares un arroyo proveniente del oeste que fertilizaba la tierra de labranza y los prados y daba movimiento a dos molinos harineros.

## Geografía humana

### Organización territorial
Al oeste del monte de la Peña se encontraba el despoblado de San Juan de Pedernal donde se decía que hubo una población con su parroquia dedicada a San Juan Bautista cuya efigie se conservaba en la iglesia de Lodares. Un poco más lejos se podían ver las ruinas de una ermita consagrada a Santa Colomba.

## Historia
siglo XIX
En el siglo XIX Pascual Madoz en su Diccionario Geográfico lo describe como lugar del Ayuntamiento de Vegamián, partido judicial de Riaño. Pertenecía a la diócesis de León; audiencia territorial y capitanía general de Valladolid. Tenía 38 casas distribuidas en varias calles con pendiente. Escuela de primeras letras para ambos sexos. Tuvo una iglesia parroquial consagrada a San Pedro con su cementerio al lado, todo en lugar elevado. Sus caminos eran locales y en mal estado. Traían la correspondencia de Vegamián dos veces por semana. Producía legumbres, trigo, cebada, centeno y pastos; había cría de ganado vacuno, caballar, lanar y cabrío. Había caza de perdices.
siglo XX
En 1968 se inauguró el embalse del Porma cuyas aguas se destinaron a regadío además de asumir la función de regulación de aguas fluviales evitando las riadas. A consecuencia de la construcción del embalse desapareció el municipio de Vegamián y sus pueblos Armada, Campillo, Lodares, Quintanilla y Ferreras, inundados completamente y Utrero y Camposolillo, expropiados pero no sumergidos. Todos ellos aprobaron sus disoluciones durante el verano de 1967. Vegamián quedó incorporado al municipio de Boñar, siete kilómetros aguas abajo del Río Porma, según el Decreto 970/1967, publicado en el Boletín Oficial del Estado número 111, de 10 de mayo de 1967.